# フォルクスワーゲン・タイプ181
フォルクスワーゲン・タイプ181 「クーリエワーゲン」（Volkswagen Type 181 "Kurierwagen"）は、1969年から1983年にかけてフォルクスワーゲン社で製造された軍用の小型軍用車輌である。民間仕様の販売は1980年に終了した。一般的には、英国で「トレッカー」（Trekker）、米国で「シング」（Thing）、メキシコで「サファリ」（Safari）という名称で知られている。
この車はビートルを基本としており、第二次世界大戦中にドイツ軍により使用されていたキューベルワーゲンの延長線上にある、時を経た改良型といえる車である。「キューベルワーゲン」という名称は「バケットシート車」を意味する「キューベルジッツワーゲン」（Kübelsitzwagen）の略語である。

## 歴史
1960年代にヨーロッパ内の数カ国の政府は、ヨーロッパ・ジープ（Europa Jeep）と呼ばれる様々な国の軍事、政府系組織で使用するための大量生産が可能な軽量、水陸両用、四輪駆動車輌の共同開発を始めた。しかし、この車輌の開発には時間がかかることが分かり西ドイツ政府はヨーロッパ・ジープの開発が完了して量産に入るまでの間、基本的な要求を満たすことのできる軽量、安価、堅牢な輸送車輌を限定的な数量だけ調達することにした。
フォルクスワーゲン社は1950年代にこの手の車輌を製造する提案をしていたが、その後この提案は見送られた。当時の経営幹部はこの計画が民生用の車としてある程度の需要が見込めることを見出した。メキシコの消費者は、当時メキシコで多数が販売されていたビートルよりも田舎道で扱い易い車を求めており、米国でのビートルを基にしたデューン・バギー（dune buggy）の人気が経営幹部に堅牢で娯楽性に富み荒地走破性能を持つ車が多くの消費者の購入意欲をそそるのではないかという考えを抱かせた。フォルクスワーゲン社は既存の部品を利用することで製造コストを最小限に抑え、利益を最大に上げることができた。
第二次世界大戦時のキューベルワーゲンの様にタイプ181は、タイプ1由来のリアエンジン・プラットフォーム、マニュアルトランスミッション、水平対向4気筒空冷エンジンの機械部品を使用し、フロアパンはタイプ1のそれを基にしたカルマンギアのものを流用していた。1973年にトランスポーターのプラットフォームが新しくされて部品が刷新されるまでリダクションギア（減速装置の歯車）はトランスポーターの物を使用していた。
民間仕様車の販売はメキシコとヨーロッパでは1971年中に、米国では1972年に開始されたが新しく厳格化された安全基準に対応できずに米国での販売は1975年に中止された。特にタイプ181は、近年のクライスラー・PTクルーザーの場合と同様に小型トラックとしてではなく乗用車として分類されたため、より厳しい安全基準に適合しなくてはならなかった。1975年のDOT 基準の前面ガラスに関する規制では、前部座席の乗員と前面ガラスの間により長い間隔をあけることを要求していた。オイルショックに応じて造られた小型車同士がある程度の速度で衝突した時にボンネットが乗員と接近しすぎるようになったためにこの変更が必須となった。
ヨーロッパ・ジープはNATO加盟各国のメーカーが合同で小型偵察車両を製造するというNATOの夢であった。タイプ181はヨーロッパ・ジープの準備が整うまでの間この役割を果たす唯一の車だと考えられた。1968年から1979年の間に5万台以上のタイプ181がNATO軍に納入された。1979年にヨーロッパ・ジープ計画が完全に瓦解し放棄されると西ドイツ政府はタイプ181 の損耗を補うためにタイプ183・イルティスの調達を開始した。
西ドイツ政府がタイプ183の調達に変更したにもかかわらずヨーロッパやメキシコでの民間仕様のタイプ181の販売は1980年まで続けられ、NATOを含む幾つかの組織では信頼性の高さと調達/維持費用の低さに魅かれて1983年まで軍事仕様のタイプ181の調達が続けられた。

## 派生型
元々アカプルコのラス・ブリサス（Las Brisas）ホテル用にデザインされた「アカプルコ・シング」（Acapulco Thing）を含めて幾つかの地域仕様のタイプ181の派生型が生産された。ランニングボード、特別な内装と塗色、サリートップ（天井幕だけの屋根）が標準装備であった。アカプルコは、橙色と白色、黄色と白色、緑色と白色、青色と白色といった組み合わせのストライプ模様の特別塗色で簡単に見分けることができる。
「181」の右ステアリングホイール版には「182」の番号が与えられた。
1973年に米国市場で販売が開始され、1972年以降にメキシコでの生産が開始された。

## 現在の人気
タイプ181の角張ったスタイリングは厳密に実用的な目的のためであったが、少なからずそのスタイリングによりある種のカルト的な古典となった。ドアは工具を使用せずに外すことができ、ジープ・CJ（Jeep CJ）のように前面ガラスを倒すことができた。内装は完璧に機能性に従ったものとなっており、外板剥き出しのドアや分割式の平らなベンチシートは現在ではポストモダンの工業デザインの粋を感じさせるものである。シングはCBSの土曜日朝の生放送番組の『Ark II』内でローマー・ビークル（the Roamer vehicle、ブルベーカー・ボックス：Brubaker Boxの特製ボディ）の基となった。2007年にマッチボックスは黄色のタイプ181を発売し、ホットウィールは2009年に褐色のボディに黒色の幌の「ホット」モデルを発売した。
『ザ・シンプソンズ』・シリーズではパティとセルマ（Patty and Selma Bouvier）がシングに乗っている。
米国での現在の価格は、要レストア状態のものが3,000USドルからレストア済のものが1万5,000USドル位である。
世界最大の自動車オークションのバレットジャクソンでは、レストア済みのシングを4万USドルで売却した。もちろん最も高価格なのは未レストアの低走行車である。近年、ドイツから輸入された元民間防衛や元消防署で使用されていた車はebayで2万5,000から3万5,000USドルで取り引きされている。